# فرانك هيرمان أولبرايت
فرانك هيرمان أولبرايت (بالإنجليزية: Frank Herman Albright)‏(من مواليد 2 أغسطس 1865، وتُوفي في 21 يوليو 1940) هو ضابط في جيش الولايات المتحدة الأمريكية أصبح فيما بعد عميدًا في الحرب العالمية الأولى.

## حياته المُبكرة
وُلد فرانك أولبرايت في مقاطعة بوتنام بولاية أوهايو. والتحق بأكاديمية الولايات المتحدة العسكرية وتخرج منها في الفصل الدراسي لعام 1887. بعد تخرجه، كُلف لأداء خدمته العسكرية في قوات المشاة الثانية عشرة في فورت سولي في إقليم داكوتا وبعد شهرين تم إرساله إلى وحدة قوات المشاة في كامب باوي في ولاية أريزونا.

## حياته المهنية
في عام 1895، ترقّى فرانك أولبرايت إلى قيادة وحدة المشاة الخامسة والعشرين في فورت بوفورد في إقليم داكوتا وتم إرساله لاحقًا إلى فورت أسينيبوين، في ولاية أيداهو. أصبح فرانك فيما بعد أستاذًا للعلوم والتكتيكات العسكرية في جامعة داكوتا الشمالية حيث أشرف على ثمانية شركات من الحرس الوطني في داكوتا الشمالية. قاد فرانك كتيبة كبيرة من القوات إلى بورتوريكو ولكن عندما وصل كان الصراع قد انتهى بالفعل. غادر بورتوريكو في 5 سبتمبر 1898 وأخذ كتيبته إلى فورت غرانت، في ولاية أريزونا حيث ترقى هناك إلى رتبة نقيب وعُيّن مرة أخرى قائدًا لكتيبة المشاة 25. ومن عام 1899 إلى عام 1902،تمركز فرانك في الفلبين. وفي عام 1902، عاد إلى الولايات المتحدة وأصبح أستاذًا للعلوم والتكتيكات العسكرية في جامعة بيردو في إنديانا حتى عام 1905.
تخرّج فرانك من كلية الحرب للجيش في عام 1915، وفي 5 أغسطس 1917 أصبح عميدًا في الجيش الوطني. وقاد لواء المشاة 151 في كامب ديفينز بولاية ماساتشوستس وأخذه إلى فرنسا. وفي أكتوبر 1918، قاد اللواء 55 مشاة، قسم 28 في الحرب.
وفي 27 نوفمبر 1918، تم تسريحه برتبة عميد.
عند عودته إلى الولايات المتحدة، تمركز فرانك في فورت جورج رايت في واشنطن.
تقاعد فرانك بعد ستة وثلاثين عامًا من الخدمة في 23 يوليو 1919.
وفي يونيو 1930، تم ترقيته إلى رتبة عميد من قبل قانون الكونغرس.

## وفاته وإرثه
تُوفي فرانك هيرمان أولبرايت عن عمر يناهز الرابعة والسبعين في 21 يوليو 1940.

## حياته الشخصية
تزوّج أولبرايت من ميني ل. سكوت، التي كانت على صلة بالجيش الأمريكي. كان والدها قسيسًا بجيش الاتحاد أثناء الحرب الأهلية الأمريكية).